# Heimatpflege
Unter Heimatpflege versteht man die Präsentation sowie die Pflege der Lebensumwelt des Menschen als Heimat in umfassender Sicht, vor allem von Alltagskultur, Landschaft und Natur.
Ihr Ursprung liegt im 19. Jahrhundert als  Volkstumspflege in der romantischen Idealisierung der Lebensweise des einfachen ländlichen Volkes und einer Gegenbewegung gegen die Industrialisierung von Landschaft und Lebensweise. Durch die Völkische Bewegung sowie den Nationalsozialismus erfuhr sie als Heimatschutzbewegung eine totalitäre Rezeption im Rahmen der Blut-und-Boden-Ideologie.
Staatliche Institutionen, Heimatvereine, wie der Bayerische Landesverein für Heimatpflege, und Heimatpfleger sind heutzutage die Träger der Trachten-, Brauch-, Volkstanz-, Volkslied- und Denkmalpflege.